# Municipio de Loda (Illinois)
El municipio de Loda (en inglés: Loda Township) es un municipio ubicado en el condado de Iroquois en el estado estadounidense de Illinois. En el año 2010 tenía una población de 1461 habitantes y una densidad poblacional de 14,45 personas por km².

## Geografía
El municipio de Loda se encuentra ubicado en las coordenadas 40°31′35″N 88°3′15″O / 40.52639, -88.05417. Según la Oficina del Censo de los Estados Unidos, el municipio tiene una superficie total de 101.13 km², de la cual 100,38 km² corresponden a tierra firme y (0,74 %) 0,75 km² es agua.

## Demografía
Según el censo de 2010, había 1461 personas residiendo en el municipio de Loda. La densidad de población era de 14,45 hab./km². De los 1461 habitantes, el municipio de Loda estaba compuesto por el 96,03 % blancos, el 0,82 % eran afroamericanos, el 0,14 % eran amerindios, el 0,21 % eran asiáticos, el 0,96 % eran de otras razas y el 1,85 % eran de una mezcla de razas. Del total de la población el 1,85 % eran hispanos o latinos de cualquier raza.